# Đội tuyển bóng đá quốc gia Palau
Đội tuyển bóng đá quốc gia Palau là đội tuyển cấp quốc gia của Palau do Hiệp hội bóng đá Palau quản lý.
Palau là chủ nhà và thi đấu tại Đại hội Thể thao Micronesia vào năm 1998, khi đó họ về thứ ba. Tại giải đấu này các đội thi đấu với chín cầu thủ mỗi bên, các trận đấu kéo dài trong 80 phút và sân bóng nhỏ hơn kích thước thông thường. Họ vào tới chung kết Đại hội Thể thao Micronesia vào năm 2014.